# The Vocal
『The Vocal』（ザ・ヴォーカル）は、1989年4月21日に発売された、やしきたかじんの8枚目のアルバム。
2014年12月17日に「The Vocal(+3)」で再発された。

## 内容
前作から1年半振り、ビクター在籍時最後のアルバム。全10曲中、7曲が鹿紋太郎による作詞・作曲。「大阪恋物語」／「ひとり覚え」2曲入りプロモーション盤シングル・レコードが存在する。

## 再発
たかじんが2014年1月3日に急逝したことを受け、同年12月17日に、ビクターに遺したアルバム5作品をリマスタリング、各盤2曲～4曲のボーナストラックを追加してSHM-CDで復刻再発された。

## 収録曲
全曲　作詞･作曲:鹿紋太郎（特記以外）
1. 雨の吐息（3：58）
編曲:若草恵
2. 順子（5：19）
編曲:川村栄二
「愛することを学ぶのに」B面曲。
3. さよならを追い越して（5：57）
作詞:来生えつこ 作曲:都志見隆 編曲:若草恵
4. 女豹（4：38）
編曲:若草恵
5. 大阪恋物語（5：23）
編曲:若草恵
6. サヨナラのChristmas（4：36）
作詞:松本一起 作曲:都志見隆 編曲:山中紀昌
7. 愛することを学ぶのに（4：52）
作詞:来生えつこ 作曲:来生たかお 編曲:岩本正樹
シングル・ヴァージョンの編曲は川村栄二。
8. ついてくよ（4：38）
編曲:若草恵
9. ひとり覚え（4：27）
編曲:若草恵
「大阪恋物語」のB面曲。
10. 時は流れて（4：36）
編曲:鹿紋太郎・森俊之
11. 順子（カラオケ）（5:22）※ボーナストラック※[1]
12. 大阪恋物語（カラオケ）（5:26）※ボーナストラック※[1]
13. 愛することを学ぶのに（カラオケ）（4:48）※ボーナストラック※[1]